# Trichopsetta orbisulcus
Trichopsetta orbisulcus es una especie de pez de la familia Bothidae en el orden de los Pleuronectiformes.

## Hábitat
El Trichopsetta orbisulcus vive en el mar.

## Morfología
• Pueden llegar alcanzar los 11,7 cm de longitud total.

## Distribución geográfica
Se encuentra en las  costas centrales de la  Atlántico Occidental (Nicaragua y Venezuela ).